# Ruisseau de Montreuil
Le ruisseau de Montreuil également appelé ruisseau de la Pissotte ou ru de Montreuil est un ancien cours d'eau de Paris, en France.

## Description
Le ruisseau de Montreuil était un petit cours d'eau qui prenait sa source à Montreuil. Il était rejoint par le ru Orgueilleux près du lieu-dit la Pissotte (rue de Lagny à Montreuil), puis traversait le lac de Saint-Mandé. À Paris, dans le quartier de Bercy, son cours correspond approximativement aux actuelles rues de Fécamp, de Wattignies, de la Lancette, des Fonds Verts. Le ru traversait  jusque vers 1840 l’espace occupé depuis 1849 par les voies ferrées jusqu’à la rue de  Bercy longée jusqu’à proximité de l’hôtel de la Râpée puis traversait par un étang le parc de cette propriété, où se sont établis à la fin du XVIIIe siècle les entrepôts de Bercy à proximité de la barrière d'octroi de la Rapée. À cette époque, l'étang était devenu un canal qui disparaît au cours du  XIXe siècle. Le ruisseau  se jetait dans la Seine à cet emplacement qui est devenu celui du palais omnisports de Bercy après la disparition des halles aux vins dans les années 1970.
À la fin des années 1840, son cours a été rectifié de la rue des Fonds verts à son embouchure pour longer la rue du Commerce (actuelle rue Proudhon), la place de l'église de Bercy, le côté nord de la rue de Bercy et passer dans les entrepôts de Bercy entre les rues particulières de Mâcon et de Bordeaux. Il a été recouvert sur cette partie à la même époque.
À cette date, il coulait encore à l'air libre en amont de la rue des Fonds verts jusqu'à l'ouverture de la rue de Wattignies et l'urbanisation de l'extrémité est du 12ème arrondissement. Il a été recouvert et transformé  en égout, en 1859-1860  du lac de Saint-Mandé aux fortifications, en 1867 sur le reste de son cours à Saint-Mandé,.  
Il a donné son nom à un ancien hameau de Vincennes, qui se créa au XIVe siècle le long de la rue de Fontenay.

Ru de Montreuil sur plans anciens
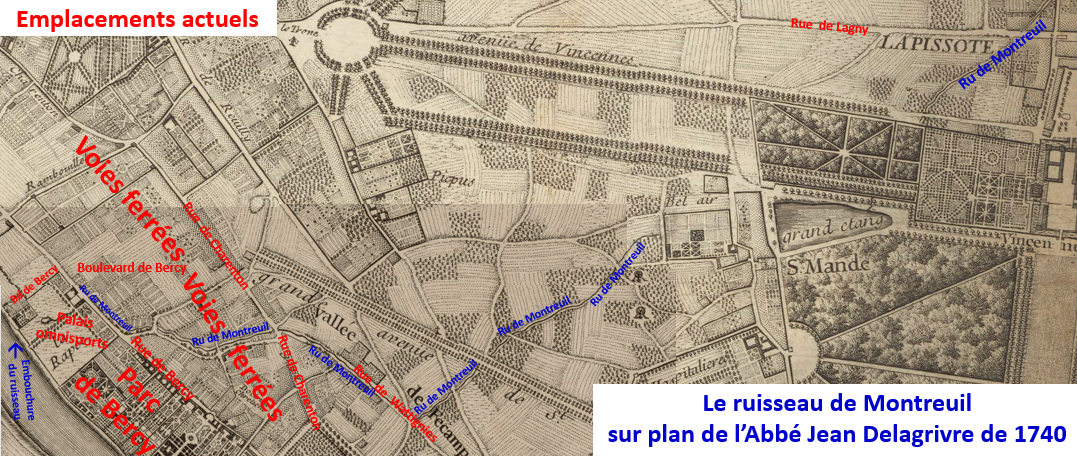
Ru de Montreuil sur plan de Delagrive de 1740
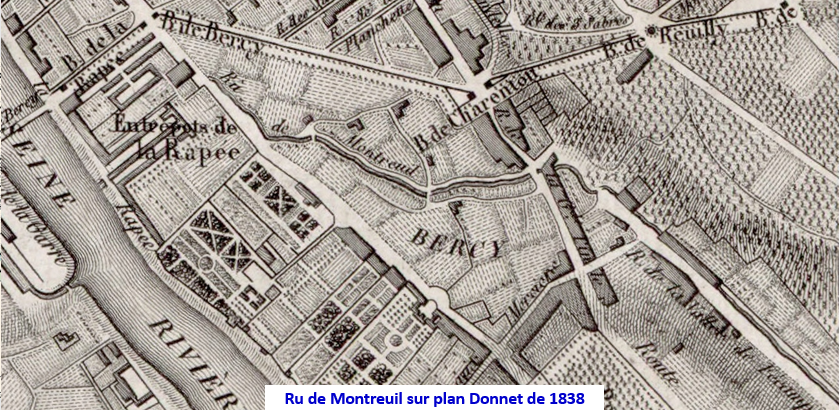
Ru de Montreuil sur plan Donnet de 1838